# Paul Sugar
Paul Sugar, o Pál Sugár, (...), è uno sceneggiatore e regista ungherese.

## Biografia
Nato in Ungheria all'epoca dell'impero austro-ungarico, Pál Sugár cambiò il suo nome in versione tedesca, diventando Paul Sugar. Diresse un paio di film alla fine degli anni venti. Ne sceneggiò quattro. Lavorò in Germania, Austria e Ungheria.

## Filmografia

### Sceneggiatore
- Der Gang durch die Hölle, regia di Carl Boese (1921)
- Die glühende Gasse, regia di Paul Sugar (1927)
- La Paloma. Ein Lied der Kameradschaft, regia di Karl Heinz Martin e Robert Neppach (1934)
- Quel diavolo d'uomo (Leutnant Bobby, der Teufelskerl), regia di Georg Jacoby (1935)

### Regista
- Die glühende Gasse (1927)
- Rabmadár co-regia Lajos Lázár (1929)